# Добри дял
Добри дял е село в Северна България. То се намира в община Лясковец, област Велико Търново.

## География
Село Добри дял (област Велико Търново) се намира в Северен централен регион на България и е част от община Лясковец.

## История
Първите данни датират от времето на траките.
През 1948 в селото се основава ТКЗС „Георги Димитров“.

## Население
Численост на населението според преброяванията през годините:
| \| Година на преброяване \| Численост \| \| --------------------- \| --------- \| \| 1934 \| 2587 \| \| 1946 \| 2677 \| \| 1956 \| 2347 \| \| 1965 \| 2106 \| \| 1975 \| 1927 \| \| 1985 \| 1591 \| \| 1992 \| 1422 \| \| 2001 \| 1278 \| \| 2011 \| 960 \| \| 2021 \| 712 \| |           |
| Година на преброяване | Численост |
| 1934 | 2587      |
| 1946 | 2677      |
| 1956 | 2347      |
| 1965 | 2106      |
| 1975 | 1927      |
| 1985 | 1591      |
| 1992 | 1422      |
| 2001 | 1278      |
| 2011 | 960       |
| 2021 | 712       |

### Етнически състав
Преброяване на населението през 2011 г.
Численост и дял на етническите групи според преброяването на населението през 2011 г.:
|                     | Численост | Дял (в %) |
| Общо                | 960       | 100,00    |
| Българи             | 650       | 67,70     |
| Турци               | 144       | 15,00     |
| Цигани              | 143       | 14,89     |
| Други               | 0         | 0,00      |
| Не се самоопределят | 11        | 1,14      |
| Неотговорили        | 12        | 1,25      |

## Религии
Християнска религия

## Култура
- Народно основно училище „Иван Вазов“
- Народно читалище „Петко Р. Славейков“, което е основано през 1903 година. Към читалището съществува и пенсионерски клуб „Еделвайс“.[5]

## Културни и природни забележителности
- Византийска крепост край селото от (V-VI) век.[6] Крепостта е именована „Михнева могила“, на което възвишение са намира и тя.[7]

## Редовни събития
Ежегодният събор на селото се провежда на църковния празник Голяма Богородица – 15 август.
От 2015 г. се провежда Празник на картофа, с организатори читалище „П. Р. Славейков“ и местния клуб на пенсионера „Еделвайс“.

## Спорт
В селото съществува ФК „Вихър“, който участва в Областна футболна група Велико Търново.